# セヴァストポリ海軍基地へのミサイル攻撃
2023年9月22日、クリミア半島に位置するロシア海軍黒海艦隊のセヴァストポリ海軍基地がウクライナ軍のストーム・シャドウ巡航ミサイルによる攻撃を受けた。ウクライナ国防省情報総局長のキリーロ・ブダノフにより、この攻撃は“Operation Crab Trap”（蟹の罠作戦）と呼ばれることが明らかにされた。

## 背景
2022年7月、ロシア占領下のクリミアで一連の爆発と火災が発生した。クリミアは2014年からロシアに占領されており、ザポリージャ州占領、ヘルソン州占領の拠点となった。ウクライナはすべての攻撃への関与を認めていないが、黒海艦隊司令部への攻撃については声明を出している。